# Vodable
Vodable ist eine französische Gemeinde in der Region Auvergne-Rhône-Alpes im Département Puy-de-Dôme im Arrondissement Issoire im Kanton Le Sancy.
Die Gemeinde umfasst 11,68 Quadratkilometer, liegt auf 552 bis 946 Metern Meereshöhe und hat 188 Einwohner (Stand 1. Januar 2022). Das Gemeindegebiet wird vom Flüsschen Lambronnet durchquert, das hier auch noch Ruisseau de Mazerat genannt wird.

## Geschichte
Der Ort war vom 12. bis 15. Jahrhundert Hauptsitz der Dauphine d’Auvergne.

## Sehenswürdigkeiten
- Ruinen der Burg der Dauphine d’Auvergne oberhalb des Ortes auf dem Basaltkegel (Im 11. Jahrhundert erbaut, 1450 zur Festung ausgebaut und 1633 zerstört)
- Château de Mallesaigne (16. Jahrhundert)
- Ort mit mittelalterlichem Charakter und einem Tor der Stadtbefestigung (Porte Neuve)
- Kirche Saint-Mary in Colamine-sous-Vodable, südwestlich von Vodable auf einem Hügel gelegen, romanisch (11./12. Jahrhundert); mit Statuen des 14. und 16. Jahrhunderts

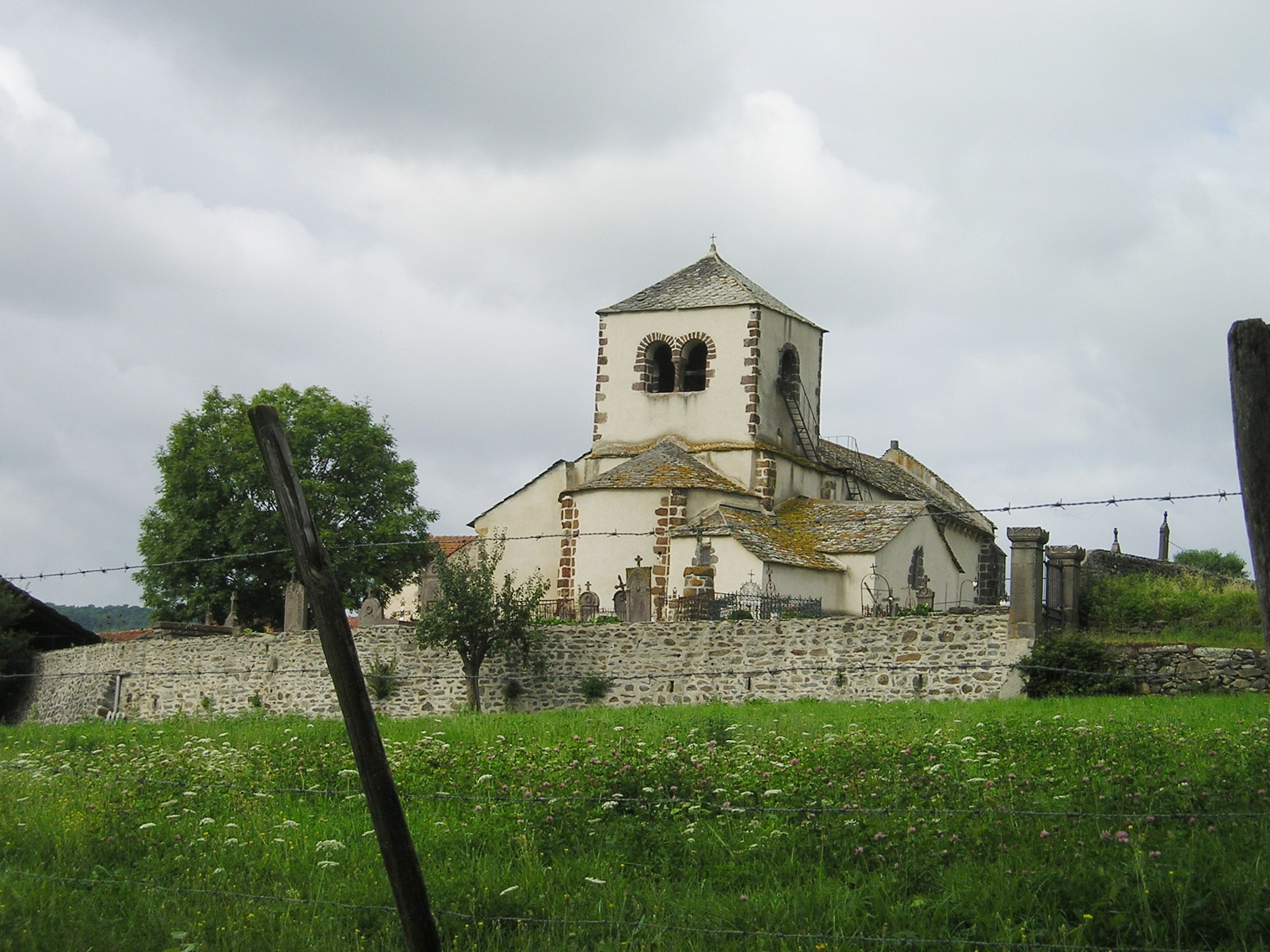
Kirche Saint-Mary in Colamine-sous-Voadable

## Persönlichkeiten
- Jean-François Gaultier de Biauzat, Revolutionspolitiker, hier 1739 geboren